# Уреке, Григоре
Григо́ре Уре́ке (молд. Григоре Уреке; ок. 1592 — 1647, Гоешть, Молдавия) — молдавский боярин, автор летописи «Летописецул цэрий Молдовей… де ла Драгош-водэ пынэ ла Арон-водэ».

## Биография
Григоре Уреке родился в 1592 году в семье молдавского боярина и чиновника (ворника) Нестора Уреке. Место рождения достоверно не установлено, вероятным считается село Гоешть под Яссами (совр. коммуна Унгень Ясского уезда в Румынии).
Григоре Уреке провёл свою юность в Польском королевстве, куда в связи с опалой отца в 1607 году переехала его семья. Изучал историю, географию, латинский и греческий языки, риторику и поэзию в Лемберге (Львове).
Вернувшись в Молдавию в 1617 году, Уреке первые годы занимался управлением унаследованных земель. Его карьера при дворах молдавских господарей началась в 1628 году, когда он получил должность «третьего логофета» (чиновника канцелярии) и секретаря господаря Мирона Барновски. В 1631-33 служил в должности «великого спэтара» (главнокомандующего) и был членом Дивана (княжеского совета). В 1633 году участвовал, вместе с Василием Лупу, в заговоре против господаря Александра Ильяша. В 1634 году, когда Лупу стал господарём, Уреке сохранил должность и стал одним их близких советников господаря. В 1642 году Василий Лупу назначил Григоре Уреке «великим ворником» (управляющим) области Цара-де-Жос. Во внешней политике Уреке придерживался про-польской ориентации, видя в союзе с Речью Посполитой избавление от турецкого ига.
Умер Григоре Уреке в 1647 году в селе Гоешть (Goeşti). Похоронен в монастыре Бистрица. В память о Григоре Уреке названы улицы в Кишинёве (быв. Якира), Бэлць, Дрокии, Оргееве, Сороках, Страшенах, Фалештах.

## Литературная деятельность
Единственной известной работой Григоре Уреке является «Летопись Земли Молдавской», в которой изложены исторические события 1359—1594 годов. В ней использованы летописные материалы и документы на молдавском, польском, и других языках, а также личные воспоминания. Особенно подробно в летописи описана борьба за независимость Молдавии от турецкого владычества при Стефане III Великом.
Уреке умер, не успев закончить работу. Она была переписана и переработана Симеоном Даскэлом и дополнена Мисаилом Калугэром. Мирон Костин продолжил работу Уреке в своём произведении «Летописецул цэрий Молдовей дела Арон-водэ ынкоаче де унде есте пэрэсит де Уреке Ворникул», посвящённом 1595—1661 годам.